# Всі вдома
«Всі вдома» («Tutti a casa») — італійська драматична кінокомедія 1960 року, знятий режисером Луїджі Коменчіні, з Альберто Сорді і Едуардо де Філіппо у головних ролях.

## Сюжет
Дія відбувається у вересні 1943 року після того, як маршал Бадольо оголошує про вихід Італії з війни. Країна опиняється під німецькою окупацією. Лейтенант Інноченці, взвод якого був атакований німцями, виводить свій підрозділ у безпечне місце, де має з'єднатися з іншими італійськими військами. Однак дорогою солдати, втомлені від армійського життя, розбігаються. Інноченці, розуміючи, що не в силах нічого вдіяти, теж переодягається в цивільний одяг і вирушає додому, до Риму. На цьому шляху, супроводжуваний деякими зі своїх колишніх підлеглих, він занурюється в хаос воєнного часу, проходячи через зруйновані міста й уникаючи переслідувань німців і місцевих фашистів…

## У ролях
- Альберто Сорді: другий лейтенант Альберто Інноченці
- Едуардо де Філіппо: пан Інноченці, батько Альберто
- Серж Реджані: інженер Ассунто Чеккареллі
- Мартін Бальзам: сержант Квінтіно Форначіарі
- Леліо Вольпоні: Дід Форначіарі
- Ніно Кастельнуово: Кодегато
- Карла Гравіна: Сільвія Модена
- Клаудіо Гора: полковник
- Міно Доро: майор Ночелла
- Маріо Фелічіані: капітан Пассеріні
- Алекс Нікол: американський в'язень
- Гвідо Челано: фашист, який заарештовує Форначіарі
- Джоле Мауро: Тереза Форначіарі, дружина Квінтіно
- Діді Перего: Катеріна Брісігоні, торговець борошном
- Мак Роне: Еварісто Брісігоні
- Вінченцо Мусоліно: перший фашист
- Маріо Фрера: другий фашист
- Уго Д'Алессіо: парафіяльний в'язень у Неаполі
- Сілла Беттіні: лейтенант Ді Фаціо
- Луїзіна Конті: епізод
- Армандо Занон: епізод

## Знімальна група
- Режисер: Луїджі Коменчіні
- Сценарій: Ейдж і Скарпеллі, Луїджі Коменчіні, Марчелло Фондато
- Продюсер: Діно де Лаурентіс
- Оператор: Карло Карліні
- Композитор: Франческо Лаваньїно
- Художник: Карло Егіді
- Монтаж: Ніно Баральї
- Костюми: Уго Періколі
- Грим: Джуліано Лауренті